# 新板橋
新板橋（しんいたばし）は、東京都板橋区板橋区、氷川町および仲宿で石神井川に架かる、国道17号（中山道）および首都高速5号池袋線の橋である。

## 概要
橋の南詰部は丁度『日本橋11km地点』にあたり標識も両車線部から確認できる。また、橋の真下の川底を都営地下鉄三田線が潜っている。

## 周辺施設
橋付近は流路に沿って桜並木が整備されている。
- 新板橋郵便局
- 氷川神社
- 板橋区立仲宿保育園
- 板橋区立板橋第三中学校

## アクセス
- 都営地下鉄○三田線板橋本町駅または板橋区役所前駅下車。

## 隣接する橋梁
石神井川
（上流）- 愛染橋 - 新板橋 - 板橋 -（下流）